# Hymn Pitcairn
Come ye Blessed (Pójdźcie, błogosławieni) – hymn narodowy Pitcairn, śpiewany również przez mieszkańców wyspy Norfolk. Tekst hymnu pochodzi z Ewangelii Mateusza 25, z wersów 34-36 oraz 40.

## Tekst
Then shall the King

Say unto them

On his right hand:

Come ye blessed of my Father

Inherit the kingdom prepared for you

From the foundation of the world

I was hunger’d and ye gave me meat,

I was thirsty and ye gave me drink

I was a stranger and ye took me in,

Naked and ye clothed me,

I was sick and ye visited me,

I was in prison and ye came unto me

In as much ye have done it unto one of the least of

These my brethren

Ye have done it unto me,

Ye have done it unto me.

## Tłumaczenie
Tedy rzecze król

Tym, którzy

Będą po prawicy jego

Pójdźcie, błogosławieni Ojca mego!

Odziedziczcie królestwo wam zgotowane

Od założenia świata

Albowiem łaknąłem, a daliście mi jeść

Pragnąłem, a daliście mi pić

Byłem gościem, a przyjęliście mię

Byłem nagim, a przyodzialiście mię

Byłem chorym, a nawiedziliście mię

Byłem w więzieniu, a przychodziliście do mnie

Cokolwiekście uczynili jednemu z tych

Braci moich najmniejszych

Mnieście uczynili

Mnieście uczynili